# 앙고라토끼

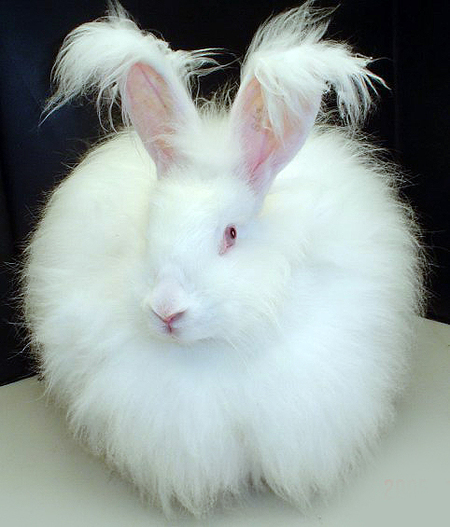

앙고라토끼(Angora rabbit)는 가장 오래된 유형의 집토끼 중의 하나이며 앙고라털로 불리는 긴털섬유를 위해 길러진다. 이 털은 깎거나 발모하는 형태를 통해 수집된다. 토끼가 다른 수많은 동물과 동일한 알레르기를 유발하지 않기 때문에 이 털은 중요한 대체물이 된다. 앙토라토끼에 속하는 구별종은 최소 11가지이며 그 중 4개가 현재 ARBA(American Rabbit Breeders Association)에 의해 규정하고 있다.

## 역사
앙고라는 오늘날 튀르키예의 앙카라(역사적으로 '앙고라'라는 이름으로 알려져 있음)에서 기원한 것으로 이야기되며 1723년 프랑스로 유입되었다. 앙고라토끼는 18세기 중순 프랑스 왕족의 인기있는 애완동물이 되었으며 앙고라토끼는 18세기 말 유럽의 다른 지역으로 퍼져나갔다.

## 같이 보기
- 앙고라털